# 安東尼·雷·辛頓
安東尼·雷·辛頓（英語：Anthony Ray Hinton，1956年6月1日—），男，非裔美國人，曾被誤判於1985年在阿拉巴马州伯明翰殺死兩名快餐店經理。他的名字在死囚名單上長達28年之久，至2015年獲釋才結束。

## 經歷
1985年2月25日及同年7月2日，阿拉巴马州伯明翰分別發生了兩宗持械行劫，兩名快餐店經理被殺害。一名第三間快餐店的幸存者於警察局認人時揀選了辛頓的照片。當時辛頓正值29歲，在超級市場的貨倉打工，並且與母親一同居住，住處位於阿拉巴马州的鄉郊地區，距離伯明翰約半小時車程。辛頓獲指派的辯方律師沒有給予他充足的諮詢。他的彈道專家證人亦被控方以物理限制和缺乏經驗為由加以質疑。辛頓的上司證明他不在場的供詞也被裁審團所忽視。控方唯一能夠提出的證據只有一個彈道測試報告，指出案中的子彈與辛頓母親配槍的子彈吻合，而該手槍在調查中在他們家中撿獲。在沒有指紋的證據或其他的人證的情況下，辛頓被判死刑。
案件經過多翻上訴，最終於2014年獲美国最高法院多位法官一致推翻，控方撤銷對他的所有指控。獲釋後，他寫了一本名為The Sun Does Shine: How I Found Life and Freedom on Death Row的回憶錄。2019年電影《不完美的正義》亦有他這個角色，由小歐席亞·傑克森飾演。

## 外部連結
- Case page （页面存档备份，存于） at the Equal Justice Initiative
- The Death Row book club （页面存档备份，存于） (27 min.) from the BBC World Service
- "They Couldn’t Take My Soul": Anthony Ray Hinton on His Exoneration After 30 Years on Death Row （页面存档备份，存于）, Democracy Now! (2015)
- Chotiner, Isaac. . Slate. 22 March 2018  [2022-04-12]. （原始内容存档于2022-05-25）.
- Interview with Megyn Kelly （页面存档备份，存于）, Today show
- Ray Hinton, The Sun Does Shine （页面存档备份，存于）, Macmillan Company